# برلمان نيوساوث ويلز
برلمان نيوساوث ويلز (بالإنجليزية: Parliament of New South Wales)‏ هي الهيئة التشريعية لنيوساوث ويلز، التي تعقد داخل مقر الولاية في نيوساوث ويلز، تتكون من المجلس الأعلى New South Wales Legislative Council ‏
الذي يضم 42 مقعداً، والمجلس الأدنى New South Wales Legislative Assembly ‏ الذي يضم 93 مقعداً.